# فلمنج براون
فلمنج براون (بالإنجليزية: Fleming Brown)‏ هو مغن مؤلف أمريكي، ولد في 19 ديسمبر 1926 في مارشال في الولايات المتحدة، وتوفي في 1984.

## وصلات خارجية
- فلمنج براون على موقع ميوزك برينز (الإنجليزية)